# Necydalis araii
Necydalis araii är en skalbaggsart som beskrevs av Tatsuya Niisato 1998. Necydalis araii ingår i släktet stekelbockar, och familjen långhorningar. Inga underarter finns listade i Catalogue of Life.